# Niccolò Soggi
Niccolò Soggi (Monte San Savino, 1480? - 1552) fue un pintor italiano del Renacimiento.
Nació en Monte San Savino, Provincia de Arezzo. Fue discípulo de Pietro Perugino (1446-1524) y trabajó en Roma durante el pontificado de León X. Posteriormente se trasladó a Prato, donde tuvo como principal mecenas Baldo Magini. Finalmente se instaló en Arezzo.

## Obras
- Anunciación - Galería de los Uffizi, c. 1523
- Santa Práxedes mártir - iglesia de Santa Práxedes - trabajo perdido
- Madonna con el Niño y San Juan Bautista niño en el fondo de un paisaje - Pinacoteca di Arezzo
- Asunción con San Donato y San Francisco de rodillas - fresco en la capilla de la Iglesia de San Agustín - trabajo perdido
- Virgen y San Juan Bautista, San Bernardo, San Antonio, San Francisco, tres ángeles y el Padre Dios - temple punta seca para una capilla en la iglesia de San Francisco en Arezzo - trabajo muy dañado
- Milagro de la Nieve de Santa María la Mayor en Roma - óleo sobre tabla conservada en la sacristía de la Catedral de Arezzo está firmado "Nicolaus Soggius Sansovinus mesa."
- Natividad -  fresco en la capilla Ricciardi en la iglesia de Nuestra Señora de las Lágrimas de Arezzo
- Coronación de la Virgen entre San José y el obispo Ubaldo con el comitente Baldo Magini de rodillas - trabajo perdido no se considera exitoso según Vasari
- Retrato en pie de Baldo Magini en el acto de otorgar a la Iglesia de San Fabiano de Prato que sostiene el boceto en la mano - Se mantiene en la sacristía de la catedral de Prato. Vasari la consideró la mejor obra de Niccolò Saggi.
- Fresco en Mónaco